# Спутниковое телевидение

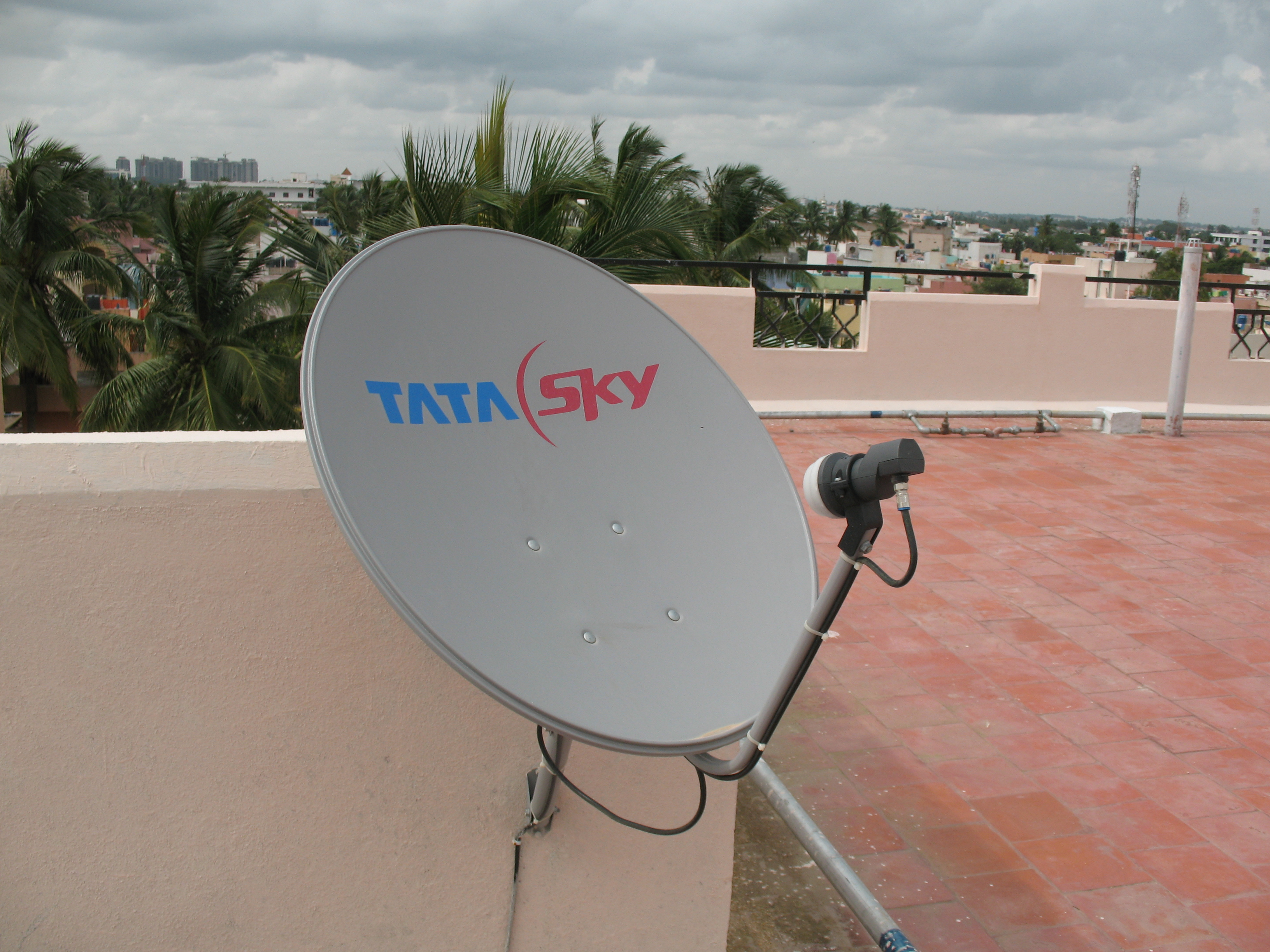
Спутниковая антенна на крыше дома

Спутниковое телевидение — система передачи телевизионного сигнала от передающего центра к потребителю, использующая в качестве ретранслятора искусственные спутники Земли, расположенные в космосе на геостационарной орбите (ранее и на других видах орбит), и оснащённые приёмопередающим оборудованием. По сравнению с эфирным наземным телевидением, обеспечивает покрытие качественным телевизионным сигналом больших территорий, труднодоступных для ретрансляции обычным способом.
ТВ-программы, транслируемые в распределительных спутниковых сетях, доставляются абонентам через местные телецентры или наземные ТВ-ретрансляторы. Приём программ непосредственного вещания осуществляется индивидуальными домашними приёмниками или головными станциями сетей кабельного ТВ.
Для приёма сигнала спутникового телевидения требуется специальное оборудование. Стандартный комплект состоит из спутниковой антенны, конвертера и спутникового ресивера (спутникового приёмника), последний может входить в состав оборудования телецентра, быть частью головной станции кабельного ТВ, а в случае домашнего приёма — быть как отдельным устройством, так встроенным в телевизор или компьютер. Геостационарный спутник занимает фиксированное положение на небе, поэтому спутниковая антенна, однажды направленная на такой спутник, всё время остаётся направленной на него.

## Стандарты

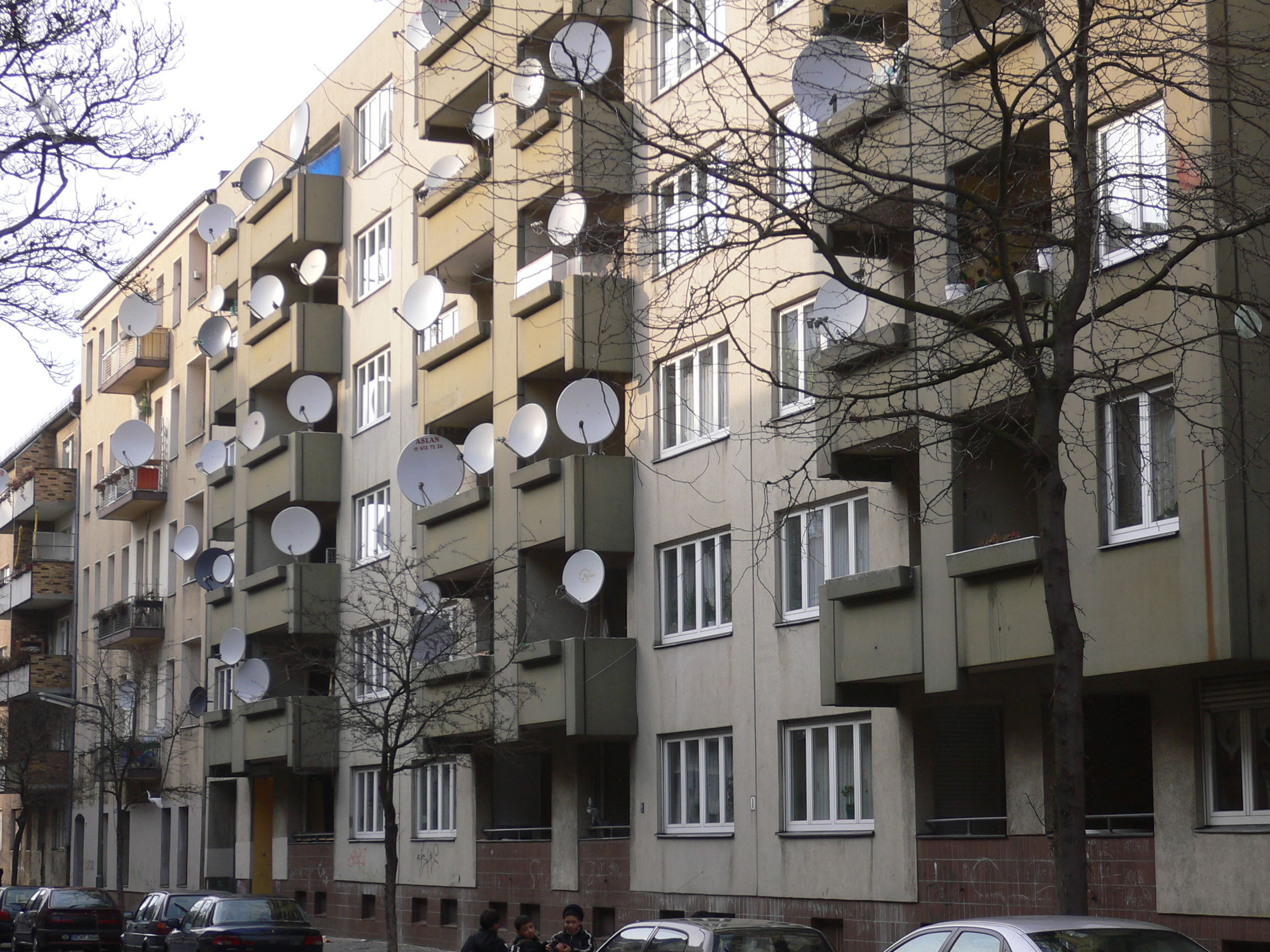
Жилой дом в Германии

Аналоговое спутниковое телевидение транслируется в системах цветного телевещания NTSC, PAL или SECAM. В настоящее время во всех странах мира аналоговое спутниковое телевидение практически полностью заменено цифровым.
Цифровое спутниковое телевидение транслируется в стандартах DVB-S/DVB-S2, ISDB-S и S-DMB.
В цифровом спутниковом телевидении используются стандарты сжатия видео MPEG-2 и MPEG-4.
Цифровой телевизионный сигнал или мультиплексированный сигнал обычно модулируется QPSK или 8PSK.
По степени доступности спутниковое телевидение делится на свободное (FTA — аббревиатура англ. free to air) и кодированное. Система условного доступа включает в себя кодировки: BISS, Conax, DigiCipher, Irdeto, Irdeto 2, Nagravision, PowerVu, Viaccess и др.
В настоящее время использование цифрового спутникового оборудования позволяет получать изображение высокого цифрового качества, вплоть до HDTV (1080i) и 3D-TV (DVB 3D-TV). Операторы спутникового телевидения (DTH), как правило, предоставляют своим клиентам несколько пакетов телеканалов в зависимости от их вкусов и финансовых возможностей.

## Технические возможности цифрового спутникового телевидения
Цифровое спутниковое телевидение позволяет предоставлять различные сервисы и услуги:
- Многоканальное мультиплексирование;
- Цифровое спутниковое радио;
- Телевидение стандартной чёткости SDTV (576i) в форматах соотношения сторон экрана 4:3 и 16:9;
- Телевидение высокой чёткости HDTV (1080i);
- 3D-телевидение в стандарте DVB 3D-TV;
- Видео по запросу;
- Телегид;
- Телетекст;
- Субтитры;
- Стереозвук;
- Объёмный звук;
- Звук Dolby Digital;
- Мультизвук (выбор языка вещания);
- Синхронизация времени и даты с цифровым телевещанием.

Для передачи сигнала используется Ku-диапазон (10.7-12.7 ГГц на линии «спутник-Земля»), достаточный размер приёмных тарелок в этих диапазонах составляет менее метра. Ранние системы спутникового телевидения передавали сигнал в C-диапазоне (3.4-4.2 ГГц) и требовали тарелок по 2-3 метра в диаметре, С-диапазон, как более устойчивый к погодным условиям, по-прежнему используется в магистральных распределительных сетях спутникового телевидения.
Поначалу сигнал был аналоговым, тогда как все современные спутники используют цифровой сигнал, что позволяет уместить больше каналов, добиться лучшего качества и эффективнее использовать частотный диапазон. К 2018 г. единственными аналоговыми системами оставались спутник Star One C2 в Бразилии и один канал C-SPAN на спутнике AMC-11 в США.
Спутниковое телевидение, также как и другие виды телевидения, подвержены влиянию тренда на отказ от телевизионного кабеля (англ. «cord cutting») и замену его интернет-стримингом.

## Технологии

### Передающая часть и спутник
Спутник находится либо на геостационарной орбите, либо (очень редко) на орбите «Молния» (вытянутая эллиптическая, +/-63,4 град наклон, период обращения около 12 часов).
Путь радиосигнала начинается на передающих антеннах-тарелках, очень больших по размеру: 9-12 м в диаметре, что даёт более качественный передаваемый сигнал и точное попадание в спутник. На нём он принимается направленными антеннами, каждая из которых ориентирована на свой передающий центр. Этот участок пути сигнала называется «восходящим каналом» или «линией вверх» (англ. uplink).
На спутнике происходит перенос принятого от передающих станций сигнала на другие частоты, его усиление и ретрансляция сигнал в сторону Земли. Направление сигнала от спутника до Земли принятно называть «нисходящим каналом» или «линией вниз» (англ. downlink). Наиболее широко используется спутниковое вещание в Ku-дианазоне (10,7-12,7 ГГц), иногда используются и С-диапазон (3.4-4.2 ГГц), в основном на магистральных каналах. Спутник может быть оснащен различным количеством ретрансляторов (транспондеров) различных диапазонов, их общее количество может составлять несколько десятков, ширина канала каждого транспондера также может варьироваться в широких пределах, от 27 до 110 Мгц. Для оценки общей пропускной способности спутника принято приводить его суммарную полосу пропускания к количеству «эквивалентных» транспондерам шириной 36 МГц.
Спутники C-диапазона размещают на орбите не ближе 2° друг от друга во избежание помех наземным приёмникам, в диапазоне Ku — не ближе 1°. Таким образом, на орбите может уместиться до 360/2 = 180 спутников C-диапазона или 360/1 = 360 Ku-диапазона. Также отличием диапазонов является чувствительность C-band к наземным помехам, а Ku-band — к дождю, так как вода поглощает именно эту радиочастоту. Ледяные кристаллики внутри грозовых туч, если они образовались на пути сигнала, влияют ещё сильнее. Кроме того, известно явление солнечной засветки (англ. sun outage): дважды в год, в даты близкие к равноденствию, Солнце на несколько минут оказывается с точки зрения земного наблюдателя точно позади спутника, и создает своим излучением помехи, препятствующие приёму сигнала, однако, наземное оборудование защищено от такого воздействия и, как правило, выводит на экран соответствующее пояснение.

### Приёмная часть
Сигнал, прошедший расстояние от геостационарного спутника до Земли, довольно слаб, для его концентрации используется «тарелка», то есть зеркальная антенна в фокус которой помещается приёмник, называемый также конвертором. Телевизионный спутниковый конвертер включает облучатель, на который попадает сфокусированный зеркалом сигнал, и интегрированный с ним малошумящий предварительный усилитель-ковертер, задача которого — усилить полученный сигнал и конвертировать его в промежуточные частоты, на которых происходит передача до приемного оборудования (ресивера). В качестве промежуточных частот в современных конвертерах используется L-диапазон.
Первые системы C-диапазона использовали другую схему: предварительный усилитель не конвертировал частоту, поэтому для передачи сигнала далее использовался очень дорогой кабель волновым сопротивлением 50 Ом с газовым наполнением и сложные конструкции соединяющих гнёзд, а питание подавалось отдельным проводом.

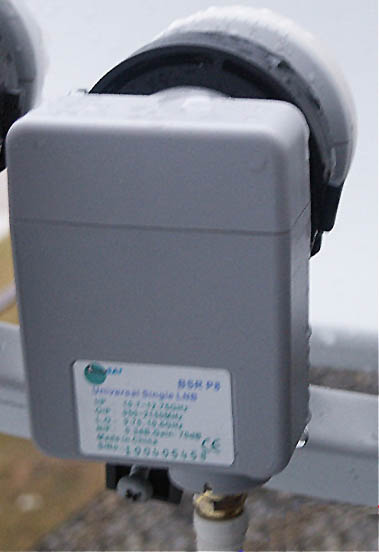
Конвертер (LNB)

Применение конвертора в более низкие частоты также позволило применить недорогие устройства L-диапазона и даже частот FM, по сути, ресивер стал представлять собой модифицированный телевизионный тюнер. Подобные изменения превратили единичные установки спутниковых антенн с помощью специалистов в широкую индустрию, доступную рядовому пользователю.
Кроме телевизионного сигнала, принимаются и декодируются и радиопередачи.
Непосредственно ресивер (часть, соединённая с телевизором), генерирует сигнал, пригодный для телевизора, усилителей звука и т. д. Некоторые модели ресиверов могут самостоятельно расшифровывать коммерческий сигнал, не полагаясь на дополнительно устанавливаемые модули.

#### Просмотр нескольких спутников
Конвертер, находящийся в фокусе антенны, может в каждый момент обслуживать только один спутник, так как сигнал обладает правой, левой или круговой поляризацией, а также диапазон частот различается в разных системах. Поэтому для приёма нескольких спутников разработаны переключающиеся конвертеры, управляемые из ресивера, для чего служит протокол команд DiSEqC, разработанный компанией Eutelsat.
Для просмотра нескольких спутников одновременно возможно разместить несколько приёмников вблизи фокуса антенны на специальных кронштейнах. Однако это также потребует соединения кабелей через так называемый «мультисвитч» и применение конвертера, рассчитанного на такой способ. (Некоторые модели изначально содержат несколько подключений для приёмников.) Ещё сложнее схема объединения нескольких тарелок с несколькими конвертерами и ресиверами.
Также, если пользователь хочет смотреть несколько спутников, он может установить систему перемещения единственной тарелки с помощью электропривода. Подобное устройство не только разворачивает тарелку с востока на запад, но и наклоняет её на нужный угол к горизонту. В этом варианте удобно, что пользователь может пользоваться всеми спутниками (попеременно), доступными в данном регионе. Для управления электроприводом протокол DiSEqC был дополнен соответствующими командами.

#### Ресивер
Задачи ресивера — выбор телевизионной частоты канала из многих передаваемых спутником, конвертация в промежуточную частоту, расшифровка содержимого, если оно зашифровано, демодуляция до видеосигнала и выдача видео на подключённый телевизор. Ресивер может расшифровать сигнал только если активирован компанией-провайдером услуги, а если абонентская плата не внесена, компания присылает на устройство деактивирующий сигнал.
Итого в системе спутникового телевидения можно насчитать пять компонентов: студия, транслирующая программы, передающий центр, спутниковые тарелки (передающие и принимающие), ресивер.

## История

#### Первые эксперименты и передача сигнала между континентами
Ещё в 1945 г. британский писатель-фантаст Артур Кларк предложил всемирную систему коммуникации, которая бы опиралась всего на три спутника, равномерно распределённых по земной орбите. Журнал Wireless World опубликовал статью об этом, а Кларк в 1963 г. получил награду — медаль Стюарта Баллантайна.
Первая передача сигнала из Европы в Северную Америку была произведена через спутник Telstar 23 июля 1962 г., а пробные трансляции прошли ещё раньше, 11 июля того же года. Передачи получили аудиторию на обеих сторонах Атлантики в более чем 100 млн человек. Однако, этот спутник летал по эллиптической орбите, и поэтому мог передавать сигнал лишь недолгими сеансами, которые можно было продолжать через каждые 3 часа. Передачи стали необычайно популярными по обе стороны океана, однако, уже к ноябрю того же года спутник вышел из строя (вероятно, из-за излучения атмосферных испытаний ядерного оружия, проводимых США и СССР). В следующем 1963 г. был запущен его последователь Telstar 2.
22 ноября 1963 г. удалось передать сигнал из США в Японию через спутник Relay 1 (также с эллиптической орбитой), запущенный в декабре 1962 г. Через него видео передавалось из США попеременно в Японию и Европу (благодаря его перемещению по небосводу). В 1964 г. он передавал съёмки Олимпийских игр в Токио из США в Европу, в США сигнал при этом попадал через другой спутник Syncom 3.

#### Геостационарные спутники
Первым геостационарным спутником, использованным для передачи видео, стал телекоммуникационный спутник Syncom 2, запущенный 26 июля 1963 г. Его основным предназначением была передача телефонных переговоров, телетайпа, факсимиле, но также он участвовал в эксперименте по передаче видеосигнала начиная с 29 сентября 1963 г. Видео при этом обладало низким качеством и не имело звука.
Наконец, 6 апреля 1965 г. был запущен первый геостационарный коммерческий спутник для межконтинентальной телевизионной связи Intelsat I, расположившийся на позиции 28° и получивший прозвище Early Bird (англ. «ранняя пташка»). Он был рассчитан на эксплуатацию течение 18 месяцев, однако отработал 4 года и 4 месяца, передавая сигналы телевидения, телефонии, факсимиле между Европой и Северной Америкой.
Итого первые спутники телевидения дали возможность сигналу пересечь океан, и служили передаточным звеном между профессиональными студиями.

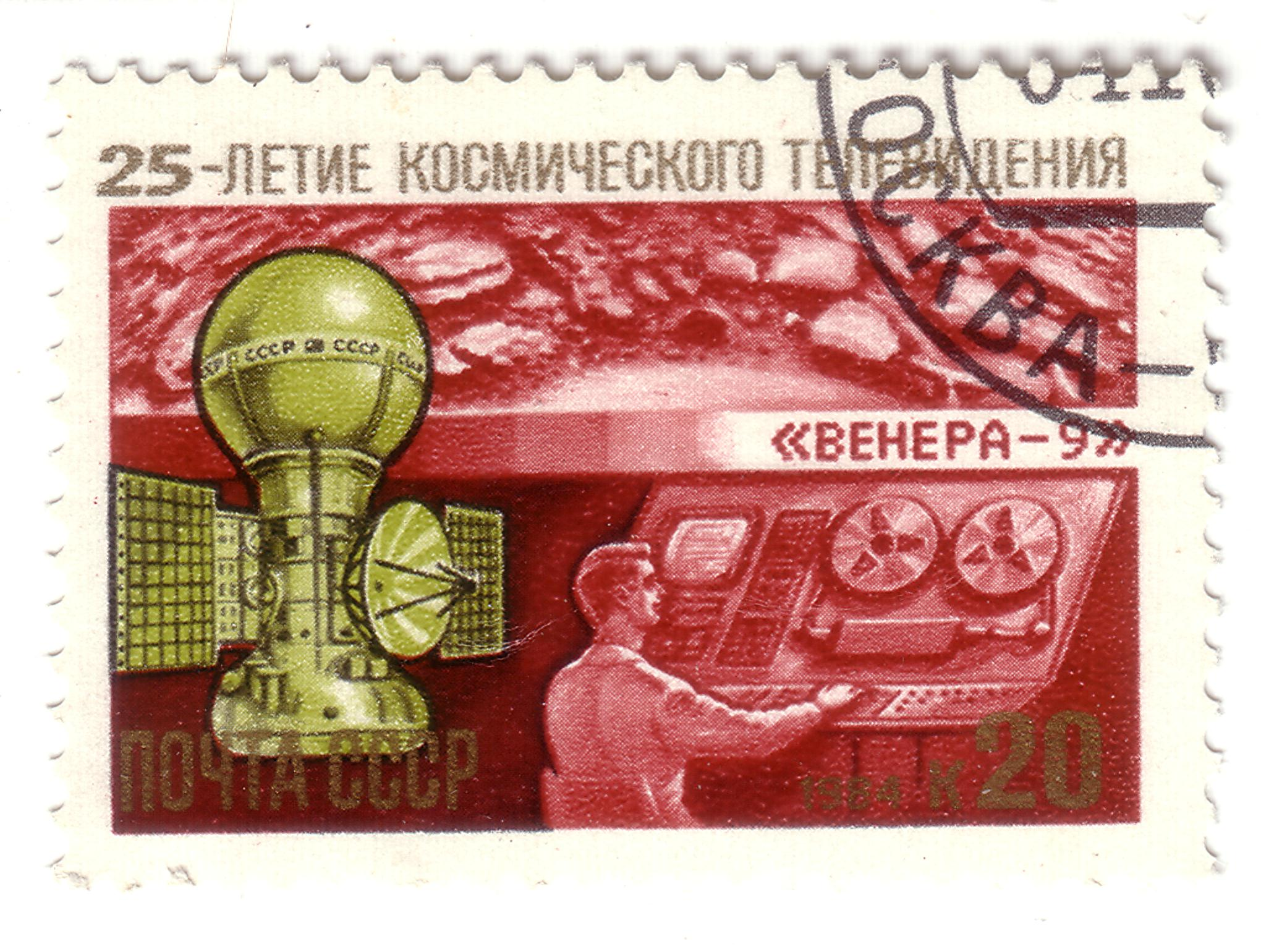
Почтовая марка СССР, 1984 год: 25-летие космического телевидения

В октябре 1967 г. СССР создал свою сеть ретрансляционных спутников «Орбита». Аппараты располагались на эллиптической орбите «Молния» и передавали сигналы по очереди, сменяя друг друга. Благодаря им центральное телевидение из Москвы стало регулярно приниматься на территории Сибири и Дальнего Востока.
Таким образом, спутники стали использоваться ещё и для покрытия больших территорий.
В северном полушарии первыми для этой цели послужили три аппарата Anik А1, запущенные Канадой 9 ноября 1972 г. Пропускная способность всей тройки составляла всего 12 цветных каналов.
Для индивидуальных пользователей передачи начались с запуском спутника ATS-6 30 мая 1974 г., принадлежавшим NASA. Его задачи включали физические эксперименты и опытную передачу телесигнала непосредственно для пользователей на территории Индии и США (спутник двигался по гелиоцентрической орбите, то есть не висел в одной точке).
В СССР первой системой, передающей сигнал для индивидуальных пользователей, стал спутник «Экран 1», запущенный 26 октября 1976 г. Его сигнал частотой 714 МГц можно было принимать телевизионным приёмником для дециметровых волн.

#### Начало расцвета 1976—1980
Хотя первые спутники предназначались для профессиональной передачи сигнала между студиями, дальнейшее развитие технологии позволило получать сигнал и индивидуальным пользователям. В США первым пользователем стал Тейлор Ховард из Сан-Андреас (Калифорния) в 1976 году.
В 1979 г. СССР разработал и запустил систему «Москва», служащую для этой цели. Были запущены спутники «Горизонт», находившиеся на геостационарной орбите. Их транспондеры были достаточно мощными, чтобы сократить размер принимающих антенн до 4 и 2,5 м.

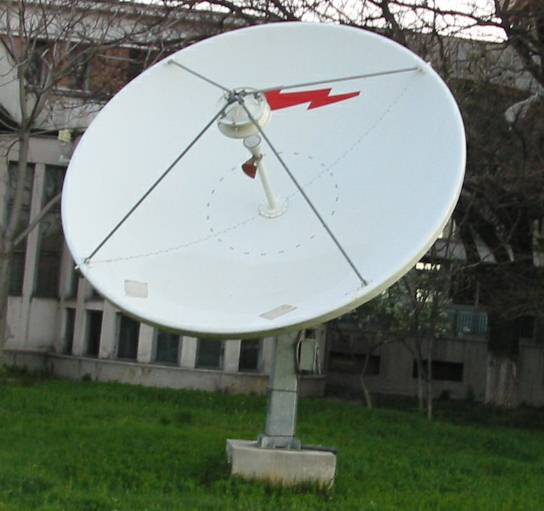
Спутниковая тарелка С-диапазона в TVRO-системе

В США Федеральная комиссия по связи в 1979 г. разрешила пользователям устанавливать антенны без отдельного лицензирования для каждой установки, и антенны стали широко продаваться (так называемые «системы TVRO»). Их размер был 6.1 м в диаметре, стоимость 36 500 долл. Цена вскоре упала, однако, собственно владение тарелкой давало лишь небольшое преимущество в 8 дополнительных каналов.
Именно поэтому первые системы для индивидуального приёма были непопулярны, даже хотя к началу 1980-х размер тарелок уменьшился до 3-4,9 м, а стоимость до 5000-10 000 долл. К тому времени на орбите над Северной Америкой работали 18 спутников.

#### Бесплатный просмотр, TVRO, 1980-е
В 1980-х гг. системы спутникового телевидения активно устанавливаются потребителями, чему в немалой степени способствует снижение цены установки. В одном только 1984 г. в США было продано 500 000 систем стоимостью 2000 долл. и иногда ниже. Сигнал не кодировался и приобретение недешёвой системы позволяло взамен смотреть все каналы бесплатно. При этом, довольно большие тарелки были предметом споров — они считались некрасивыми и портящими пейзаж.
Тем не менее уже с середины 1980-х сигнал начинают кодировать. К 1987 г. в США принималось 9 закодированных сигналов и 99 бесплатных.
Потребность в усовершенствовании систем TVRO ощущалась с середины 1980-х, и в конце десятилетия первые спутники Ku-диапазона начали свою работу.
Европейская система того времени была построена на спутниках малой мощности, что требовало больших антенн более 1,7 м в диаметре. Но 11 декабря 1988 г. компания SES, зарегистрированная в Люксембурге, вывела на орбиту спутник Astra 1A, нацеленный на западную часть Европы. Он стал одним из первых спутников средней мощности, вещавших в Ku-диапазоне, и позволил использование тарелок меньшего диаметра в 90 см.

#### 1990-е. Цифровой сигнал
Японский рынок спутникового телевидения был с 1992 г. захвачен национальной компанией NHK, у которой был в запасе рычаг воздействия на регулирующие органы и доступ к государственным фондам для разработок. Сигнал уже тогда был закодирован.
В США в самом начале 90-х заработали спутники средней мощности, допускавшие антенны размером не более 90 см.
1 апреля 1991 года в СССР, а затем и в России начинал свою работу первый отечественный оператор спутникового телевидения — «Космос ТВ» (существовал до 2012 года); но первый по-настоящему доступный и массовый оператор — «НТВ Плюс» — начал свою работу лишь 1 сентября 1996-го.
В 1994 г. начались первые цифровые трансляции. Поначалу США, а затем ЮАР, страны Среднего Востока, Северной Африки и Дальнего Востока получили возможность смотреть передачи в стандарте DVB-S. В 1996 и 1997 к ним присоединились европейские страны включая Францию, Германию, Испанию, Португалию, Италию, Нидерланды, а кроме того, Япония, вся Северная Америка и Латинская Америка. В Великобритании и Ирландии подобный сигнал стал доступен с 1998 г. Япония, недовольная возможностями стандарта, разработала и в 2000 г. запустила собственный — ISDB-S.
В России цифровой сигнал появился в феврале 1999 г. у компании «НТВ-Плюс». Благодаря переходу с аналоговой системы удалось расширить пакет на 29 новых каналов.
Цифровые системы быстро доказали своё превосходство перед аналоговыми. Сигналы новых спутников были выше по частоте и мощнее (благодаря прогрессу в производстве солнечных панелей и транспондеров), а значит, требовали меньших тарелок и могли работать при более слабом сигнале. Каждый спутник мог содержать до 32 транспондеров Ku-диапазона против 24 С-диапазона, а кроме того, несколько каналов могли быть мультиплексированы на едином транспондере. Помогали и успехи в материалах и шумовых характеристиках электроники. К сожалению, более высокая частота Ku-диапазона делает его более подверженным влиянию сильных осадков по сравнению с С-диапазоном.